# Guillem Cabrer i Borràs
Guillem Cabrer i Borràs   (Palma, 1944 - Palma, 3 de juliol de 1990) fou un autor teatral, narrador i poeta mallorquí.

## Biografia
Va néixer al carrer Montenegro de la ciutat de Palma, a l'illa de Mallorca essent el tercer de sis germans que estudiaren al col·legi La Salle. Va cursar estudis eclesiàstics, però els abandonà el 1969, any en què es trasllada a la capital d'Itàlia, Roma, on es llicencia en filosofia. Entre els anys 1973 i 1979 viu a Catalunya, on exerceix de professor de català a les Escoles Minguella de Badalona. Posteriorment, es trasllada a Palma en una casa al centre de la ciutat, al carrer de Santa Clara. Es llicencia en filologia catalana l'any 1984.A la seva ciutat natal, exerceix de professor de llengua i literatures catalanes a l'Escola Universitària de Magisteri i posteriorment, de professor de literatura catalana al Departament de Filologia de la Universitat de les Illes Balears.
Gabriel Cabrer mor el 1990 a causa d'un càncer.

## Obra

### Teatre[1][2]
- Aina Sacoma; Ajuntament de Palma, 1974 (Premi Ciutat de Palma de Teatre, 1972)
- Els bojos (1976)
- Freturós l'impotent (Premi Born de ciutadella, 1979)
- Varennes (1980)
- Monòlegs (1980)
- Capitel·lo (Premi Ciutat d'Olot, 1979)
- Les roselles diuen no (1981)
- Cinc rondalles i una cançó; Palma: Conselleria de Cultura del Govern Balear, 1990
- Habitació 309; Pollença (Premi Textos teatrals del Teatre Principal de Palma (1989))

### Novel·la[1][2]
- Merlot Palma: Moll, 1977.
- El minotaure Barcelona: Columna, 1990.

### Narrativa
- Tumbet. Tretze narracions: Felanitx: Ramon Llull, 1976
- Amanda Duçai o la vertadera vida de Catalina Rigo Campos, 1978. (Premi Festa de les lletres de Campos-Joan Ballester de narració (1976))

### Poesia[1][2]
- Barcelona; Palma: Olañeta, 1978
- Carta Oberta Palma: Olañeta, 1979.
- Tonades d'engelosir Felanitx: Ramon Llull (Espurnes 8), 1980.
- Retrets i pregàries Palma: Cort, 1984.
- Amor somriu de perfil; Barcelona: Columna, 1988.
- Poesia completa (Obra editada); Palma: Sa Nostra-Caixa de Balears, 2000 (Pòstuma)
- Sonets; Palma: Consell de Mallorca-Departament de Cultura i Patrimoni, 2009 (Pòstuma)